# SSDT
O SSTD ( System Service Dispatch Table ) é um recurso interno do sistema Windows da Microsoft (não confundir com Sql Server Data Tools).
O recurso SSTD gerencia o recurso "Dispatch" que são varias chamadas que podem ser alteradas de acordo com a necessidade,
são rotinas que se interceptadas, alteram o comportamento do comportamento do ssitema Operacional.
Isto é bastante utilizado por antivírus que precisam vigiar o ambiente, e consequentemente por MalWare, vírus que fazem alteração para se auto reproduzir no ambiente.
Estrutura do SSTD:
struct SystemServiceDescriptorTable {
```
       PULONG_PTR ServiceTableBase;
       PULONG ServiceCounterTableBase;
       ULONG NumberOfServices;
       PUCHAR ParamTableBase;
```

};

Através dela pode se obter endereço das rotinas Dispatch (veja Drivers) e informações utilizadas pelos Drivers (arquivos .SYS).
Nos sistemas de 64 Bits, existe o Patch Guardian, que previne alterações de endereços, porém mesmo assim existem técnicas para burlar esta vigilância.